# Шишаев, Антон Юрьевич
Антон Юрьевич Шишаев (4 марта 1984) — российский футболист, нападающий.

## Биография
Заниматься футболом начал в 7 лет в футбольной секции при Тямшанской гимназии у тренера Николая Юрьевича Подтелкова. На взрослом уровне дебютировал в 2003 в составе клуба любительской лиги «Луки-СКИФ» (Великие Луки), в котором провёл 3 сезона и стал обладателем Кубка МРО «Северо-Запад» в 2004 году. В 2006 году перешёл в другой любительский клуб «747 Псков». В том же году был признан лучшим нападающим первенства МРО «Северо-Запад», а в 2007 году выиграл с командой Кубок МРО.
После того как в 2008 году клуб получил профессиональный статус и сменил название на «Псков-747», игрок продолжил выступать за команду во Втором дивизоне / Первенстве ПФЛ.
В сезонах 2020/21—2022/23 играл за «Луки-Энергию». Летом 2023 года перешёл в «Псков».